# Xyris makuensis
Xyris makuensis är en gräsväxtart som beskrevs av Nicholas Edward Brown. Xyris makuensis ingår i släktet Xyris och familjen Xyridaceae. Inga underarter finns listade i Catalogue of Life.